# 독립문역
독립문역(獨立門驛, 영어: Dongnimmun station)은 서울특별시 서대문구 통일로에 있는 수도권 전철 3호선의 지하철역이다. 역 주변의 독립문이 역명의 유래가 되었다.
매일 이 역부터 출발하는 독립문 시발 열차가 있고 이 역에 종착하는 독립문 종착 열차가 있으며, 상행(대화역방향)에 유치선이 있다. 하지만 정작 비상시나 임시열차 외에는 이 유치선을 잘 사용하지 않으며, 독립문 착발 열차는 독립문에서 주박하지 않고 지축차량사업소로 회송한다. 이 역부터 금호역까지 섬식 승강장이다.

## 역사
- 1983년 9월 13일 : 독립문역으로 역명 결정[1]
- 1985년 7월 12일 : 서울 지하철 3호선 구파발 ~ 독립문 구간 개통과 함께 영업 개시
- 1985년 10월 18일 : 독립문 ~ 양재 구간 개통으로 중간역이 됨[2]

## 역 구조
1면 2선의 섬식 승강장을 갖추고 있으며, 승강장 벽면에 태극기의 컬러의 타일이 장식되어 있다.  스크린도어가 설치되어 있다.

### 승강장
| 무악재 ↑ |
| 하상 \|  |
| ↓ 경복궁 |

| 상행 | ● 수도권 전철 3호선 | 불광 · 연신내 · 구파발 · 지축 · 대화 방면 |
| 하행 | ● 수도권 전철 3호선 | 경복궁 · 충무로 · 옥수 · 수서 · 오금 방면 |

## 역 주변
- 1번 출구 : 인왕산, 한양도성, 인왕산아이파크 아파트, 인왕산2차아이파크 아파트
- 2번 출구 : 무악동 행정복지센터, 종로노인종합복지관 무악센터, 세란병원
- 3번 출구 : 서울독립문초등학교, 대신중학교, 대신고등학교, 사직터널
  - 3-1번 출구 : 무악현대 아파트, 경희궁롯데캐슬 아파트
- 4번 출구 : 독립문, 금화터널, 천연동 행정복지센터, 독립문극동 아파트, 독립문삼호 아파트
- 5번 출구 : 독립공원, 서대문형무소 역사관, 국립대한민국임시정부기념관, 한성과학고등학교

## 이용객 변동
| 노선  | 노선   | 일평균 인원수 (명/일) | 일평균 인원수 (명/일) | 일평균 인원수 (명/일) | 일평균 인원수 (명/일) | 일평균 인원수 (명/일) | 일평균 인원수 (명/일) | 일평균 인원수 (명/일) | 일평균 인원수 (명/일) | 일평균 인원수 (명/일) | 일평균 인원수 (명/일) | 각주  |
| 노선  | 노선   | 2000년                | 2001년                | 2002년                | 2003년                | 2004년                | 2005년                | 2006년                | 2007년                | 2008년                | 2009년                | 각주  |
| ----- | ------ | --------------------- | --------------------- | --------------------- | --------------------- | --------------------- | --------------------- | --------------------- | --------------------- | --------------------- | --------------------- | ----- |
| 3호선 | 승차   | 9,093                 | 9,325                 | 9,132                 | 9,109                 | 9,113                 | 8,515                 | 8,186                 | 8,183                 | 8,289                 | 8,104                 | [ 3 ] |
| 3호선 | 하차   | 9,079                 | 9,313                 | 9,305                 | 9,239                 | 9,329                 | 8,995                 | 8,906                 | 8,816                 | 9,031                 | 8,726                 | [ 3 ] |
| 3호선 | 승하차 | 18,172                | 18,638                | 18,437                | 18,349                | 18,442                | 17,510                | 17,092                | 16,999                | 17,319                | 16,830                | [ 3 ] |
| 노선  | 노선   | 2010년                | 2011년                | 2012년                | 2013년                | 2014년                | 2015년                | 2016년                | 2017년                | 2018년                |                       | [ 3 ] |
| 3호선 | 승차   | 8,051                 | 8,089                 | 7,910                 | 7,836                 | 8,028                 | 7,987                 | 7,941                 | 8,233                 | 8,332                 |                       | [ 3 ] |
| 3호선 | 하차   | 8,777                 | 8,755                 | 8,034                 | 7,935                 | 8,198                 | 8,171                 | 8,161                 | 8,485                 | 8,600                 |                       | [ 3 ] |
| 3호선 | 승하차 | 16,828                | 16,844                | 15,944                | 15,771                | 16,226                | 16,158                | 16,102                | 16,178                | 16,932                |                       | [ 3 ] |

## 사진

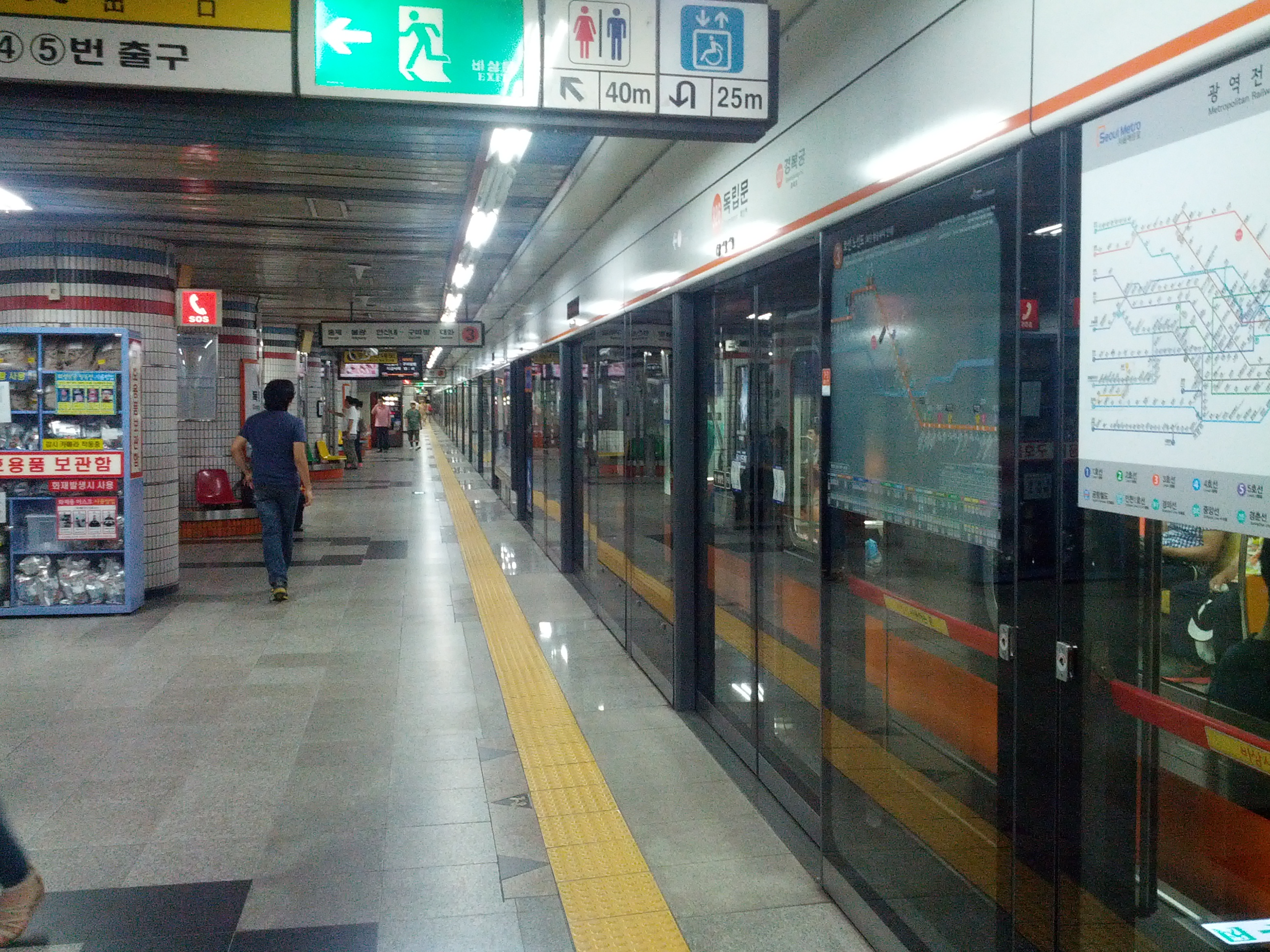
승강장
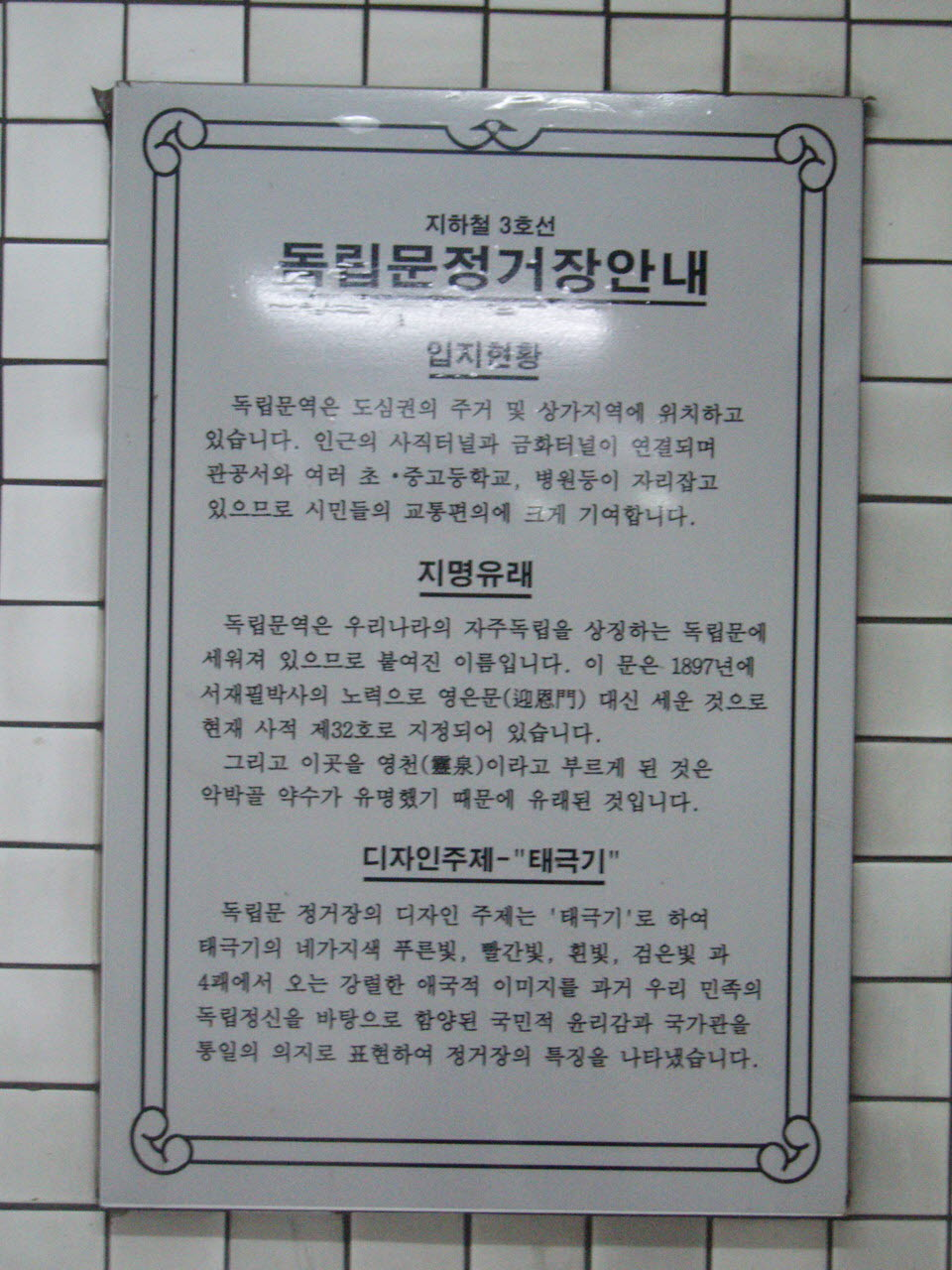
역내 설치된 독립문역 정보
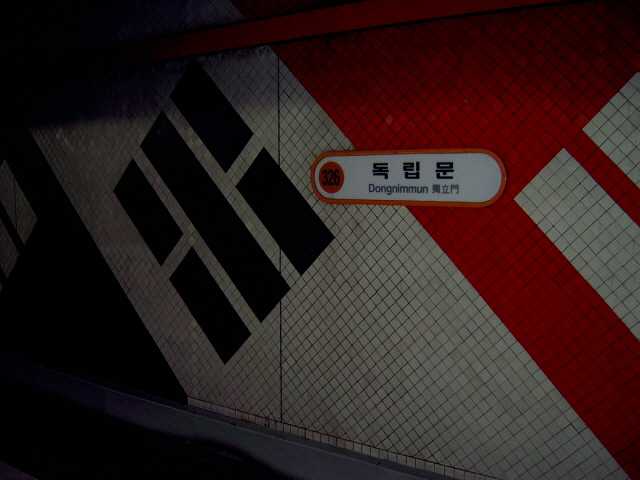
선로측 역명판 (스크린도어 설치 전)
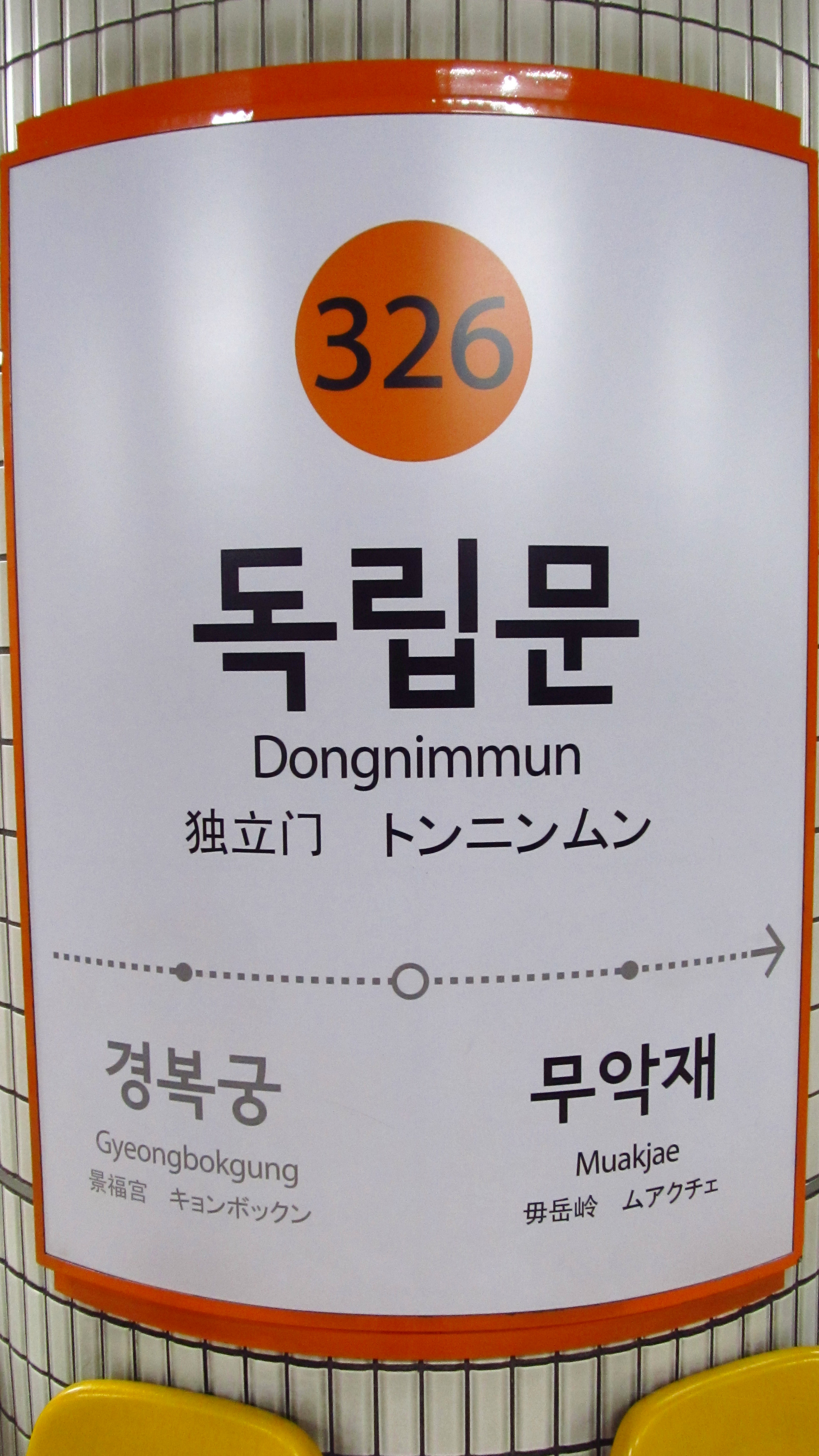
역명판

## 인접한 역
| 서울 지하철 3호선    | 서울 지하철 3호선   | 서울 지하철 3호선    |
| -------------------- | ------------------- | -------------------- |
| 325 무악재 대화 방면 | ● 수도권 전철 3호선 | 327 경복궁 오금 방면 |